# Doug Ose

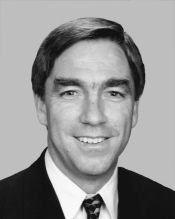
Doug Ose

Douglas Arlo „Doug“ Ose (* 27. Juni 1955 in Sacramento, Kalifornien) ist ein US-amerikanischer Politiker. Zwischen 1999 und 2005 vertrat er den Bundesstaat Kalifornien im US-Repräsentantenhaus.

## Werdegang
Doug Ose besuchte die Rio Americano High School und studierte danach bis 1977 an der University of California in Berkeley. Danach betätigte er sich als Geschäftsmann in Sacramento. Gleichzeitig schlug er als Mitglied der Republikanischen Partei eine politische Laufbahn ein.
Bei den Kongresswahlen des Jahres 1998 wurde Ose im dritten Wahlbezirk von Kalifornien in das US-Repräsentantenhaus in Washington, D.C. gewählt, wo er am 3. Januar 1999 die Nachfolge von Victor H. Fazio antrat. Nach zwei Wiederwahlen konnte er bis zum 3. Januar 2005 drei Legislaturperioden im Kongress absolvieren. In seine Zeit als Kongressabgeordneter fielen die Terroranschläge am 11. September 2001, der Irakkrieg und der Militäreinsatz in Afghanistan. Ose war zwischenzeitlich Vorsitzender des Ausschusses für Regierungsreformen. Da er bei seiner ersten Wahl versprochen hatte, nur drei Legislaturperioden im Kongress verbleiben zu wollen, verzichtete er im Jahr 2004 auf eine weitere Kandidatur.
Nach dem Ende seiner Zeit im US-Repräsentantenhaus arbeitete Ose wieder im privaten Geschäftsbereich, unter anderem als Landentwickler. Im Jahr 2004 kandidierte er erfolglos in den Vorwahlen für den US-Senat; 2008 bewarb er sich ebenso ohne Erfolg im vierten Wahlbezirk von Kalifornien um seine Rückkehr ins Repräsentantenhaus. Doug Ose ist verheiratet und hat zwei Töchter.

### Trivia
2002 hatte Ose in der Fernsehserie Gilmore Girls einen Kurzauftritt als er selbst.